# 江布爾縣
江布爾縣（Jaunpur）是印度的一個縣，位於該國北部，由北方邦負責管轄，面積4,038平方公里，每年平均降雨量987毫米，識字率為73.66%，2011年普查人口總數為4,476,072人，人口密度每平方公里1,108人。
25°45′N 82°45′E / 25.750°N 82.750°E